# Inostemma pannonicum
Inostemma pannonicum är en stekelart som först beskrevs av Szelényi 1939.  Inostemma pannonicum ingår i släktet Inostemma och familjen gallmyggesteklar. Inga underarter finns listade i Catalogue of Life.